# Gaëtan Gatian de Clerambault
Gaëtan Henri Alfred Edouard Léon Marie Gatian de Clérambault (1872 – 1934) va ser un psiquiatre francès.
A més de psiquiatre també va ser pintor i fotògraf, algunes de les seves 30.000 fotografies que va fer són sobre temes psiquiàtrics, especialment sobre la histèria. Algunes fotos seves es troben al Musée de l'Homme.
Per la seva actuació durant la Primera Guerra Mundial, de Clérambault va rebre la ceu de la Légion d'Honneur com també la Croix de guerre.
Es va suïcidar el 17 de novembre de 1934 a Malakoff, un municipi al sud de París. Jacques Lacan va reconèixer que Clérambault el va influir molt i de la mateixa manera va influir sobre Eugène Minkowski i Henri Ey.
Va introduir el terme "automatisme (mental) psicològic" i el va dividir en tres tipus: associatiu, motor i sensible. Va considerar que l'automatisme mental era el procés principal de la psicosi.

## Síndromes associats
- Síndrome de Clérambault; (també anomenat erotomania).[6] Va ser descrit per Clérambault en el seu llibre titulat "Les psychoses passionelles" (1921).
- Síndrome de Kandinsky-Clérambault on el pacient creu que la seva ment és controlada per una altra persona. Junt amb el nom del psiquiatre rus Victor Khrisanfovich Kandinsky (1849–1889).[7]

## Publicacions (selecció)
- Contribution à l'étude de l'othématome (pathogénie, anatomie pathologique et traitement). Thèse Paris, 1899.
- Contribution à l'étude de la folie communiquée et simultanée, 1903.
- Syndrome mécanique et conception mécanisiste des psychoses hallucinatoires. Annales médico-psychologiques, Paris, 1927, 85: 398-413.[7]
- L'Automatisme mental par De Clérambault; Département psychiatrique Théraplix, 1942 (with Jean Fretet).[8]
- Oeuvre psychiatrique. Paris, PUF, 1942 (2 vols.). Facs.ed.: Oeuvres psychiatriques. Paris, Frénésie, 1987, ISBN 2-906225-07-X
- Passion érotique des étoffes chez la femme, Montreuil-sous-bois, Les empêcheurs de penser en rond, 1991.
- "Mental automatisms. A conceptual journey into psychosis". Translation and commentaries [by Paul Hriso] on the works of Gaëtan Gatian de Clérambault. [Bayonne, N.J.], Hermes Whispers Press, 2002. ISBN 0-9718923-4-2.